# Diana Çuli
Diana Çuli (izgovor: Čuli) (Tirana, 13. travnja 1951.) je albanska spisateljica, novinarka i političarka.
1973. godine diplomirala je na Filozofskom fakultetu Sveučilišta u Tirani. Nakon diplome pridružila se uredništvu Drite i francuskog časopisa Les lettres albanaises. Godine 1990. uključila se u demokratsku oporbu i postala voditeljica Nezavisnog ženskog foruma, a zatim se pridružila Albanskoj socijaldemokratskoj stranci.
Od 2006. je predstavnica Albanije u Parlamentarnoj skupštini Vijeća Europe. U Albaniji se zalaže za prava žena, posebno onih koje su prisiljene na prostituciju. Od 2004. bila je predsjednica Federacije žena Albanije.
Krajem 1970-ih objavila je svoju prvu kratku priču Ndërgjegja (Savjest). Objavila je osam romana i autorica je scenarija za filmove kao što su Hije që mbeten pas (1985), Rrethi i kujtesës (1987), i Bregu i ashpër (1988).

## Izabrana djela
- 1980.: Jehonat e jetës
- 1983.: Zëri i larget
- 1986.: Dreri i trotuareve
- 1992.: Rekuiem
- 1993.: ... dhe nata u nda në mes
- 2000.: Diell në mesnatë
- 2006.: Engjëj të armatosur
- 2009.: Gruaja na kafe
- 2011.: Hoteli i drunjtë

## Unutarnje poveznice
- Flora Brovina